# Mathias Miles
Mathias Miles (Medgyes, 1639. február 21. – Nagyszeben, 1686. október 1.) jogtudós, diplomata, történetíró.

## Élete
Apja Medgyesen volt pap, aki az 1649-es járványban elhunyt. A tízévesen árván maradt fiú tanulmányait szülővárosában, majd a brassói gimnáziumban végezte. Ezt követően Wittenbergbe ment tanulni, ahol csak rövid ideig tartózkodott, mert 1659-ben meghívták a medgyesi gimnázium rektorának. Egyházi pályán vélhetően nem kellően mély teológiai képzettsége miatt nem érvényesülhetett. Ehelyett Kemény János erdélyi fejedelem szolgálatába lépett és különböző diplomáciai feladatokat látott el. 
1661-ben titkos fejedelmi titkárként Bánffy Dénessel és Teleki Mihállyal Bécsbe ment, hogy ott Erdély további sorsáról tárgyaljanak. Kemény János utóda, I. Apafi Mihály, felismerte Miles tehetségét és szolgálatába fogadta, így őt ezután is számos fontos diplomáciai feladattal bízták meg. 1664-ben megnősült és Nagyszebenben telepedett le, ahol a Százak Tanácsának tagja, majd városi tanácsos lett. Erre az időszakra esik tudományos tevékenysége. 
Amikor Apafi Mihály 1681-ben török nyomásra kénytelen volt Magyarországra vezetni seregét, Miles egy kisebb szász csapat élén Magyarországon hadakozott, e hadjáratról naplót is vezetett német nyelven (Diarium expeditionis cum principe Michaele Apafi in Hungariam susceptae). 1685–1686-ban tagja volt annak a követségnek, amely I. Apafi Mihály megbízásából a törökellenes szövetségbe való belépésről tárgyalt a bécsi udvarral, és egyike volt a Haller-féle diploma aláíróinak. Nem sokkal hazaérkezése után megbetegedett és meghalt.

## Művei
Megírta latin nyelven Erdély történetét Krisztus születésétől 1500-ig, amely kéziratban maradt fenn. 1670-ben Nagyszebenben megjelent Siebenbürgischer Würgengel (Erdélyi öldöklő angyal) című német nyelvű krónikája tulajdonképpen ennek folytatása 1501-től 1600-ig. A német mű nem egyenletes, sok esztendőnél a szerzőnek alig van mondanivalója, másütt viszont gyakran terjengős. Krónikájának megírásához több korábbi történeti művet is felhasznált. Forrásait általában nem adja meg, de ezeket legtöbbször azonosítani lehet. Felhasznált például több 16. századi rövidebb erdélyi szász krónikát, de merített Christian Schesaeus Ruina Pannonica című költeményéből illetve Szamosközy István Rerum Transylvanarum Pentades című művéből is, valamint levelekből, beszédekből, országgyűlési határozatokból. Sok forrása azonban még nem azonosított. A mű nem csak az Erdélyben történt események ismertetésére szorítkozik, hanem beszámol az Erdély határain kívül történt fontosabb történésekről is. Krónikája az erdélyi szászok egyik legnépszerűbb könyve volt egészen a 19. század elejéig.  Miles a dák-géta-gót-szász eredettan képviselője volt.
- Sacra Deo uni ter opt. max. pacis largitori ac principi heroi pacifico domino augusto illustrissimo domino ..., Nagyszeben, 1676.

## Szövegkiadások
- Diarium expeditionis cum principe Michaele Apafi in Hungariam susceptae, 02. 07.–23. 10. 1682, kiad. Szilágyi Sándor, Erdélyi országgyűlési emlékek XVII. 1894, 341–388
- Siebenbürgischer Würgengel oder Chronicalischer Anhang des 15. Seculi nach Christi Geburth aller theils in Siebenbürgen theils in Ungern und sonst Siebenbürgen angräntzenden Ländern fürgelauffener Geschichten […] Von Mathias Miles. Unveränd. Nachdr. der Ausg. Hermannstadt 1670. Mit einer Einf. von Adolf Armbruster. Köln–Bécs, 1984 (Schriften zur Landeskunde Siebenbürgens, 8)